# My Blood (Lied)
My Blood (englisch für ‚Mein Blut‘) ist ein Song von Twenty One Pilots. Dieser ist auf dem Album Trench enthalten und wurde vorab als vierter Song aus diesem am 27. August 2018 erstveröffentlicht.

## Entstehung
Katrin Elsner von WDR 1 Live bemerkt, für die Twenty One Pilots scheine My Blood etwas ganz Besonderes zu sein: „Auch wenn der Song erst an vierter Stelle der Singleauskopplungen vom Album steht, Tyler hat seit über einem Jahr seinen Instagram-Account eingefroren. Das erste Bild jetzt: Ein Screenshot vom Video zu My Blood.“

## Veröffentlichung
My Blood wurde am 27. August 2018 erstveröffentlicht. Bereits während der MTV Music Video Awards hatten die Twenty One Pilots ein Snippet aus dem Song vorgestellt. Das Album selbst wurde am 5. Oktober 2018 veröffentlicht. Die ebenfalls darauf enthaltenen Songs Jumpsuit, Nico and the Niners und Levitate waren bereits zuvor veröffentlicht worden.

## Text
In My Blood geht es um die Verbindung zwischen zwei Brüdern, die nach dem Tod ihrer Mutter zusammenhalten, als der Vater nicht mehr in der Lage ist, emotional für sie da zu sein. Im Refrain heißt es:

“Stay with me, no, you don’t need to run
Stay with me, my blood, you don’t need to run”

„Bleib bei mir, nein, du musst nicht rennen
Bleib bei mir, mein Blut, du musst nicht rennen“

## Musikvideo
Zeitgleich mit dem Song wurde auch ein dazugehöriges Musikvideo veröffentlicht. Dieses ist wie der Film Fight Club aufgebaut. Letztlich zeigt sich, dass der junge Mann nach dem Tod der Mutter nur in seiner Imagination den großen Bruder hatte, den er gebraucht hätte. Das Video wirkt dabei wie ein klassischer Hollywood-High-School-Film und zeigt die Geschichte der Brüder durch die Jahre: „Der erste Alkohol, mit Cheerleadern flirten und sich mit den Football-Spielern anlegen. Es endet dann in einer Halloween-Party, bei der die zwei Brüder sich als Skelette verkleiden.“

## Rezeption

### Kritik
Katrin Elsner von WDR 1 Live sagt, My Blood sei ehrlich, direkt und ein bisschen düster: „Tyler und Josh erfinden sich musikalisch also nicht neu - das tut dem Song allerdings überhaupt keinen Abbruch. Es geht um das Festhalten und die Verlässlichkeit einer Freundschaft. Das Zueinanderhalten, auch wenn es sonst niemand mehr tut.“

### Kommerzieller Erfolg

#### Chartplatzierungen
| ChartsChartplatzierungen       | Höchstplatzierung | Wochen |
| ------------------------------ | ----------------- | ------ |
| Vereinigtes Königreich (OCC)   | 62 (2 Wo.)        | 2      |
| Vereinigte Staaten (Billboard) | 81 (1 Wo.)        | 1      |

#### Auszeichnungen für Musikverkäufe
| Land/Region                  | Auszeichnungen für Musikverkäufe (Land/Region, Auszeichnung, Verkäufe) | Verkäufe  |
| ---------------------------- | ---------------------------------------------------------------------- | --------- |
| Kanada (MC)                  | Platin                                                                 | 80.000    |
| Polen (ZPAV)                 | Gold                                                                   | 10.000    |
| Vereinigte Staaten (RIAA)    | Platin                                                                 | 1.000.000 |
| Vereinigtes Königreich (BPI) | Silber                                                                 | 200.000   |
| Insgesamt                    | 1× Silber · 1× Gold · 2× Platin ·                                      | 1.290.000 |

Hauptartikel: Twenty One Pilots/Auszeichnungen für Musikverkäufe